# Soevari
De Soevari (Russisch: Сувары; Saviren – Russisch: Савиры) waren een volk, dat tijdens de middeleeuwen in het huidige Tatarije aan de benedenloop van de Kama leefden.
Volgens sommige geleerden waren de Soevari een tak van de Sabiren die in de 8e eeuw naar de Midden-Wolga trokken. Een van de belangrijkste steden van Wolga-Bulgarije heette Soevar. Deze stad, gebouwd omstreeks 940, vormde het centrum van het vorstendom Soevar (940 - 975, daarna vazalstaat van Wolga-Bulgarije). 
De huidige Tsjoevasjen beschouwen de Soevari (Savarsem) als hun voorouders. 